# Abercrombie (klan)
Abercrombie, Abercromby (gael. Obar Chrombach) – szkocki ród z Nizin (Lowlands).
Głową rodu byli Baronowie Abercromby, tytuł wygasł ze śmiercią lorda Johna Abercromby, piątego barona Abercromby w 1924 r.
Młodsza gałąź tej rodziny została zaszczycona również baronowskim tytułem w 1839 w osobie Jamesa Abercromby, 1. Barona Dunfermline. Ten tytuł również wygasł w 1868.
Ród Abercrombie był uhonorowany także w dalszych gałęziach tytułami, również dziś wygasłymi baronetów Nowej Szkocji w 1636, Wielkiej Brytanii w 1709.